# John Clay Walker
John Clay Walker (Washington D. C., Estados Unidos, 5 de octubre de 1948 – Guadalajara, Jalisco, México, 30 de enero de 1985), fue un periodista y aspirante a novelista estadounidense que fue secuestrado, torturado y asesinado en México por miembros del Cártel de Guadalajara bajo órdenes de su líder Rafael Caro Quintero . Caro Quintero sospechaba que Walker trabajaba como agente encubierto de la Agencia Antidrogas de Estados Unidos (DEA) mientras vivía en Guadalajara, Jalisco .

## Primeros años y carrera
John Clay Walker nació en Washington D. C. en el Hospital Walter Reed. En 1968, Walker se alistó en el Cuerpo de Marines de los Estados Unidos . Fue dado de alta con honores después de haber sido herido dos veces en Vietnam, por lo que recibió dos Corazones Púrpuras. Aprovechando el GI Bill, Walker asistió a la Universidad de Minnesota y obtuvo una licenciatura en Periodismo en 1976. A finales de los años 1970 y principios de los 1980, Walker trabajó como reportero y fotógrafo en pequeños periódicos en Minnesota y Iowa. En 1983, Walker y su familia se trasladaron a Guadalajara, México para pasar un año sabático y poder dedicarse a la novela a tiempo completo.
El 30 de enero de 1985, John Walker y su amigo Albert Radelat se dirigían a cenar a un restaurante de Guadalajara cuando entraron accidentalmente en una de las fiestas privadas de Rafael Caro Quintero. Los dos estadounidenses fueron confundidos con agentes de la DEA y llevados a un almacén. Allí fueron interrogados y torturados con picahielos. Walker murió en el lugar de los hechos por un traumatismo craneoencefálico. Radelat aún estaba vivo cuando los hombres fueron envueltos en manteles y llevados al Parque de San Isidro Mazatepec de Zapopan y enterrados. Los cadáveres de los hombres fueron encontrados seis meses después. Las autoridades creen que Caro Quintero había confundido a Walker y Radelat con agentes secretos estadounidenses.  A Walker le sobreviven su esposa y sus dos hijas. Está enterrado en el Ft. Snelling National Cemetery, en Minneapolis, Minnesota.

## En la cultura popular
Walker fue retratado en la serie Narcos: México por Brian Buckley. Su asesinato se describe en el séptimo episodio, "Jefe de Jefes".